# Мартин Дерганц
Мартин Дерганц (на словенски: Martin Derganc) е словенски колоездач.

## Биография
Роден е на 20 март 1977 година в град Ново место, тогава Югославия, днес Словения. В периода от 2000 до 2004 година е професионален състезател по колоездене. През 1997 и 2000 година спечелва „Гран При Крка“. През 2000 година спечелва Обиколката на Хърватия и Обиколката на Словения. През 2001 година става републикански шампион на шосе в дисциплината „общ старт“ и завършва на второ място в Обиколката на Словения. По време на кариерата си, Дерганц се състезава за словенски и италиански отбори.